# Lars Widenfalk
Lars Georg Nikolaus Widenfalk (Härjedalen, 31 luglio 1954) è uno scultore svedese; ha studiato archeologia e storia dell'arte all'Università di Uppsala e alla Accademia Nazionale di Belle Arti di Oslo dal 1982 al 1985.

## Attività
Lars Widenfalk lavora con diversi materiali come il bronzo e il ghiaccio, ma soprattutto con la pietra, soprattutto il marmo e il granito. Spesso combina la pietra con il cristallo, in collaborazione con sua moglie Alena Matejka, che ha studiato la tradizione boema del vetro e gli ha fatto conoscere questo materiale.
Le sue prime opere erano spesso realistiche e figurative, ma recentemente realizza sculture dal carattere simbolico. Molti dei suoi lavori sono incentrati sul tema dello spazio e dell'uomo. Lo spazio è solitamente aperto, con forme geometriche semplici.
Una delle sue opere è il violino nero Blackbird, realizzato in diabase nell'arco di due anni sulla base dei disegni di Antonio Stradivari (Stradivarius), ma con alcune modifiche tecniche per renderlo suonabile. Il punto più sottile della pietra ha uno spessore di soli 2,5 mm. Le pareti sottili della cassa di risonanza sono state sagomate con acqua e successivamente lavorate con utensili manuali.
L'installazione Cross My Arms, nella Chiesa di Sant'Agostino, Pietrasanta, Italia, 2011, è composta da dodici sculture relativamente uniformi di vergini con le braccia incrociate sul petto, realizzate in marmo bianco. Un'altra scultura simile è Listen to Your Heart, una donna con le braccia incrociate, realizzata in granito con un'altezza di 260 cm.
Ha esposto in Norvegia, Danimarca, Repubblica Ceca e Italia. Lars Widenfalk è rappresentato, tra l'altro, nel Palazzo del Parlamento svedese a Stoccolma, nel Museo di Sundsvall e nel Museo d'arte di Göteborg. In Norvegia è stato acquistato dal Consiglio culturale norvegese ed è rappresentato nel Museo d'arte contemporanea (Riksgalleriet).
Nel 2016 ha ricevuto la borsa di studio Sergel dell'Associazione degli scultori.

## Selezione delle opere
- Morphaeus, granito di Bohus, Sentiero per gli occhi, Fossnes, Comune di Stokke in Norvegia

## Galleria fotografica

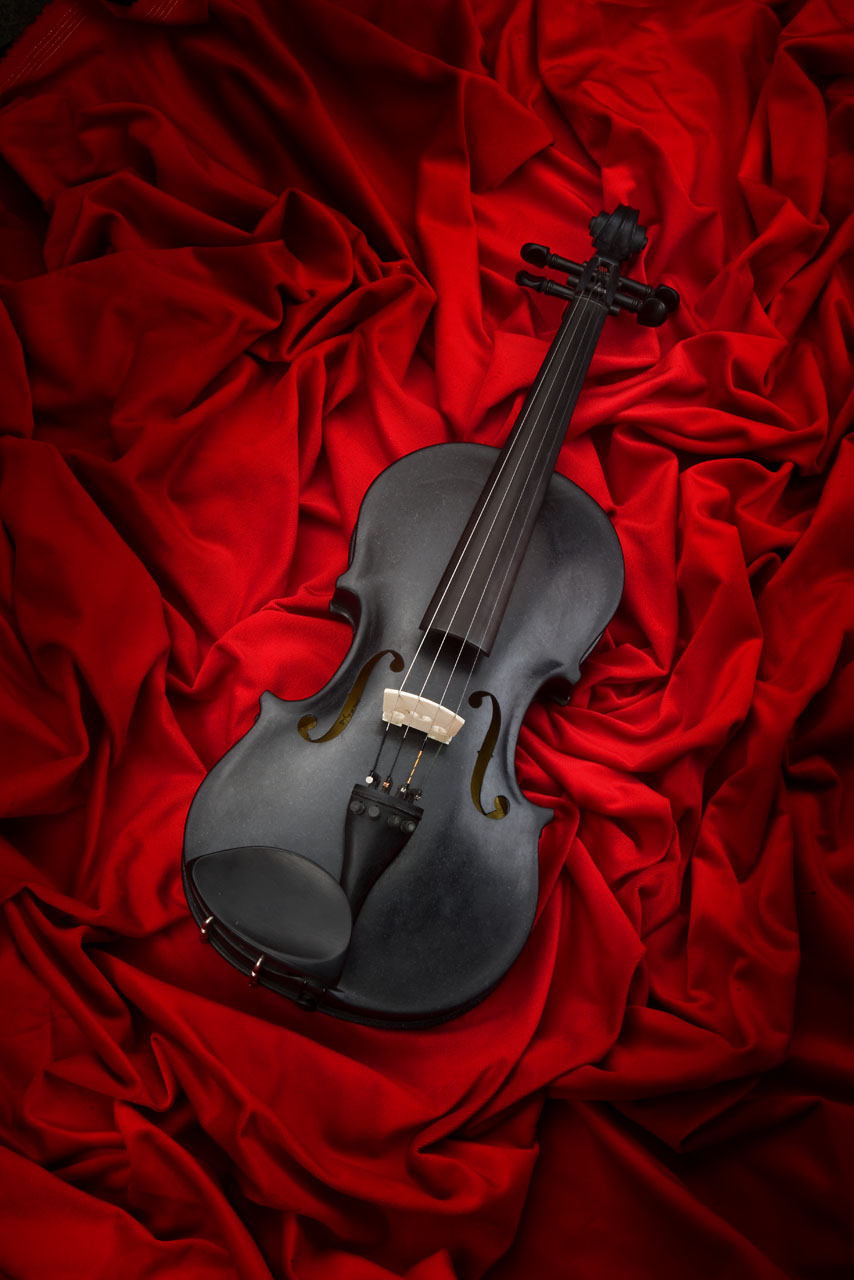
Il violino Blackbird
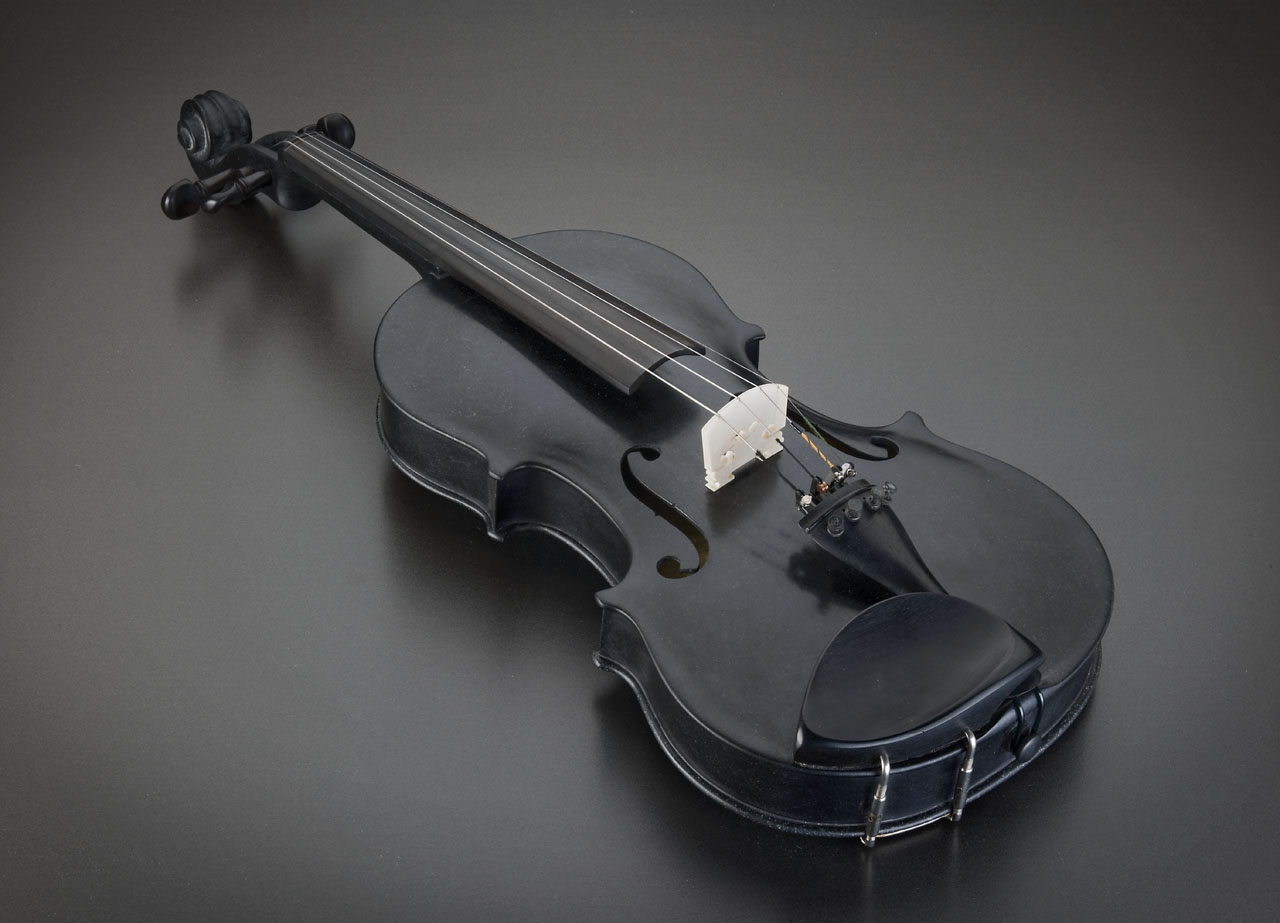
Il violino Blackbird
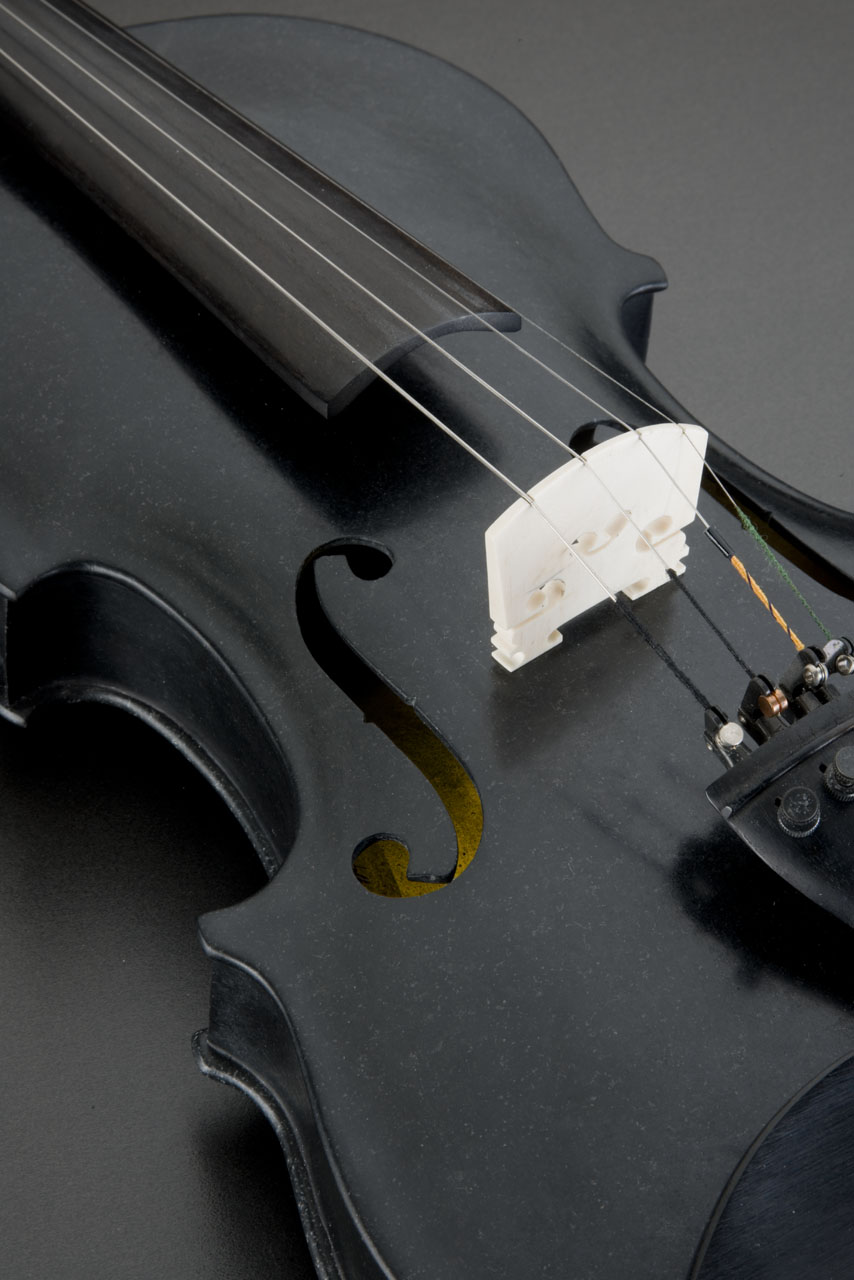
Il violino Blackbird
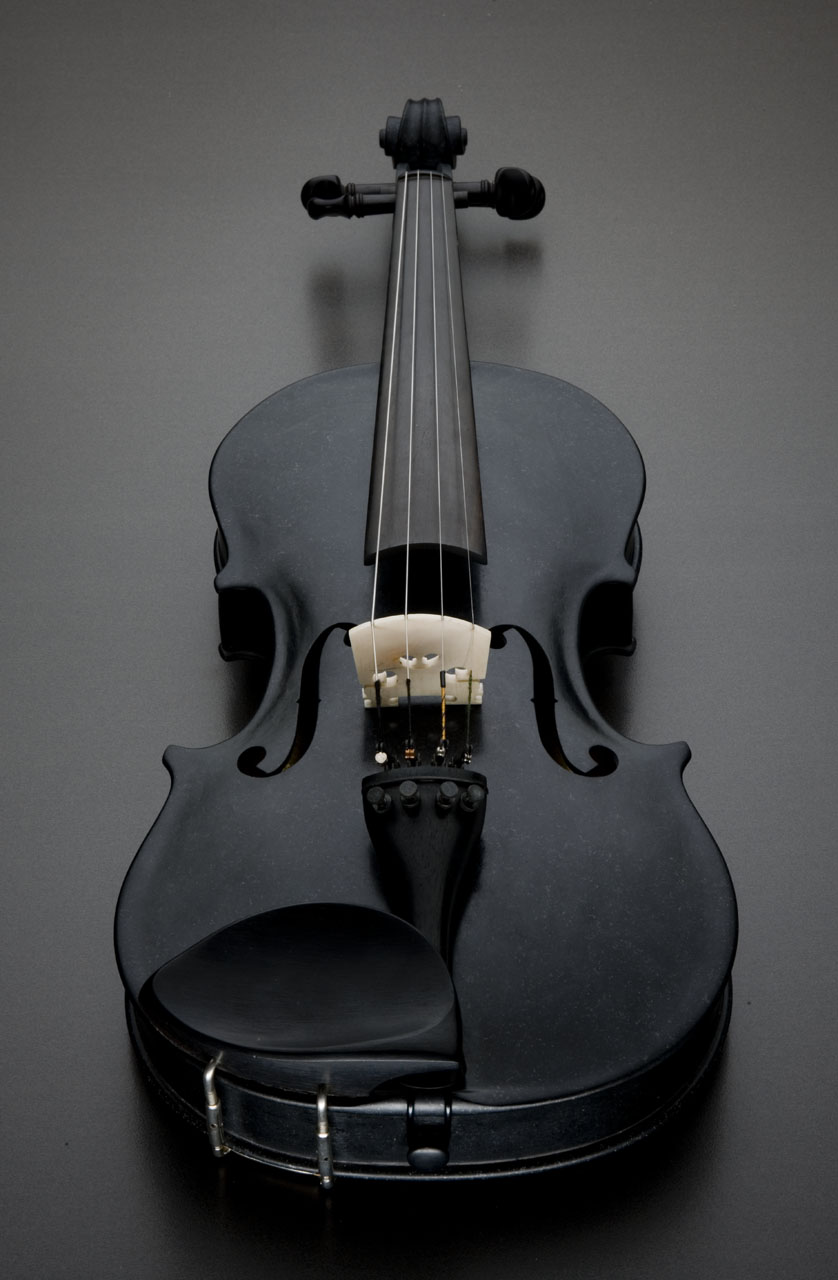
Il violino Blackbird
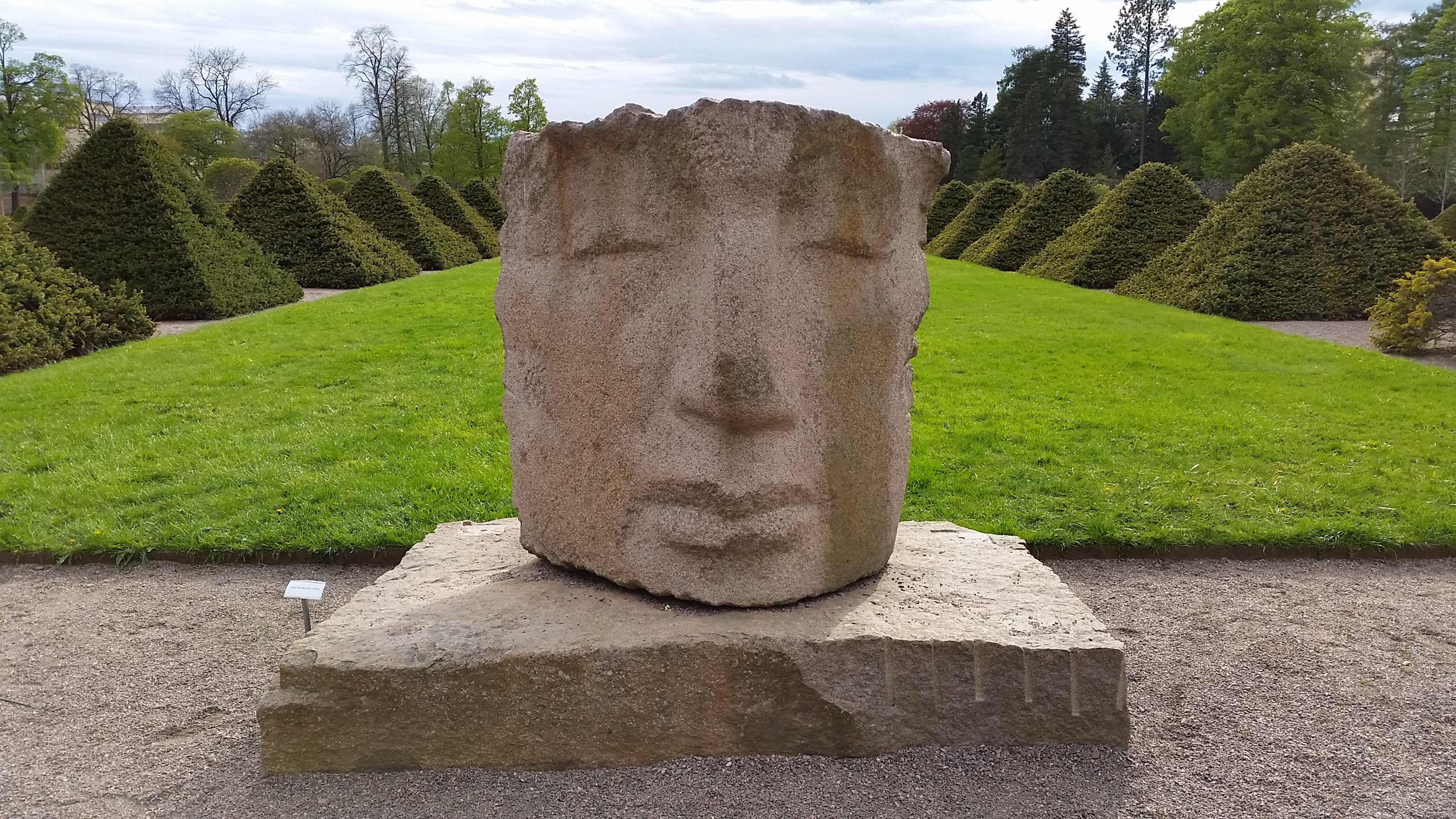
Scultura (2009) di Lars Widenfalk. Linneaum, Uppsala
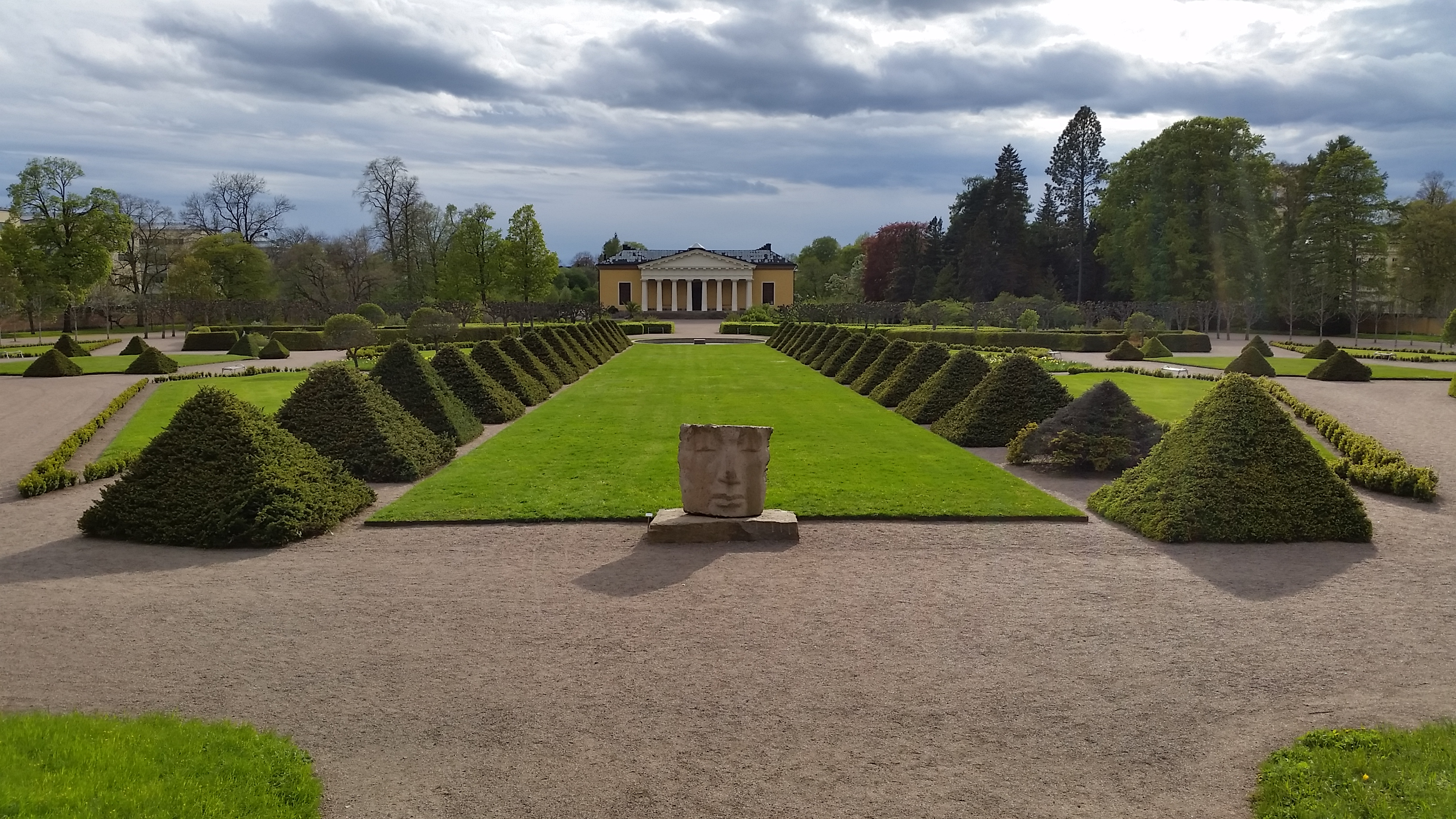
Sculpture (2009) by Lars Widenfalk. Linneaum, Uppsala
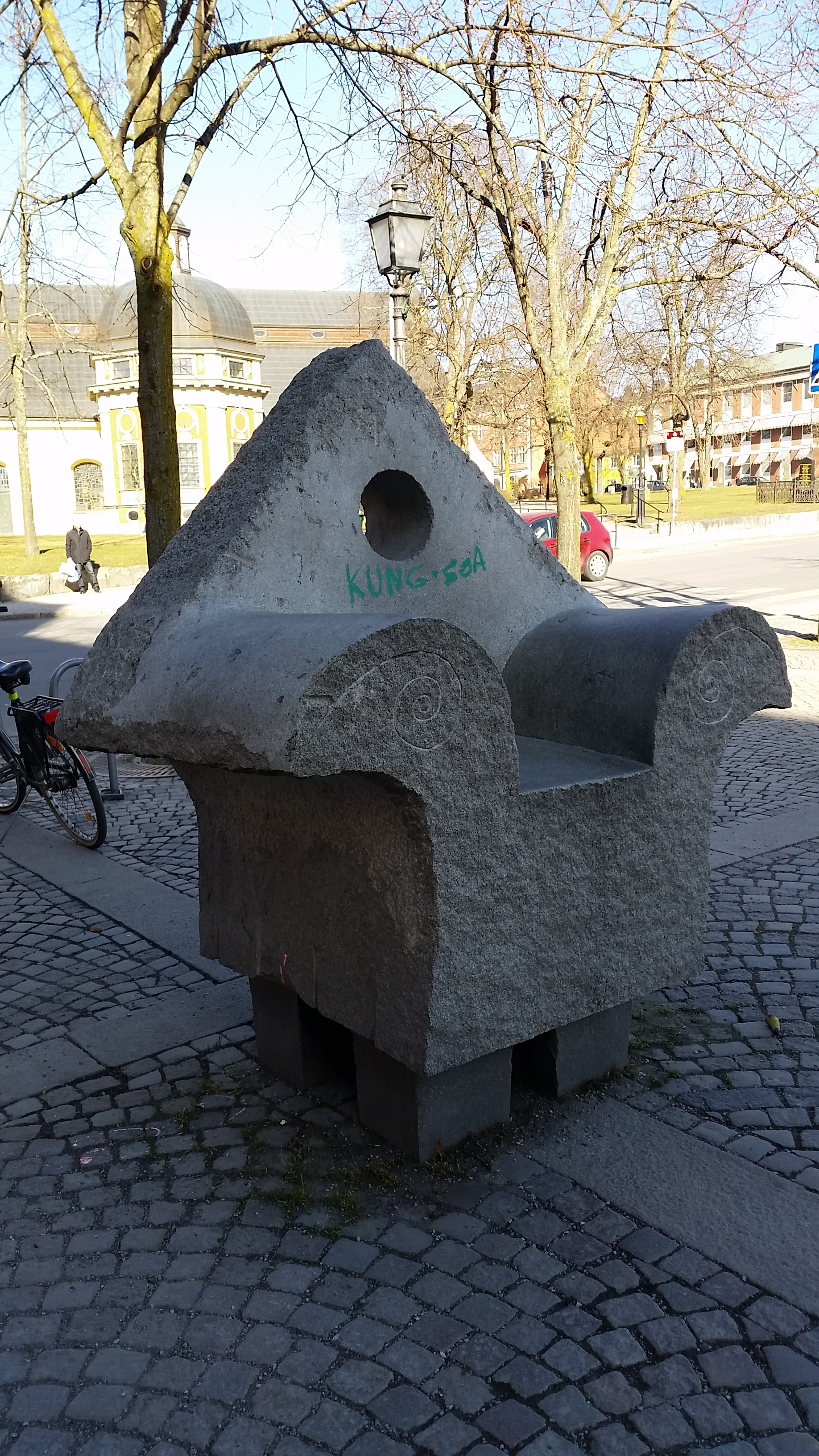
Paesaggio scultoreo con acqua (1993) - Lars Widenfalk, Södertälje
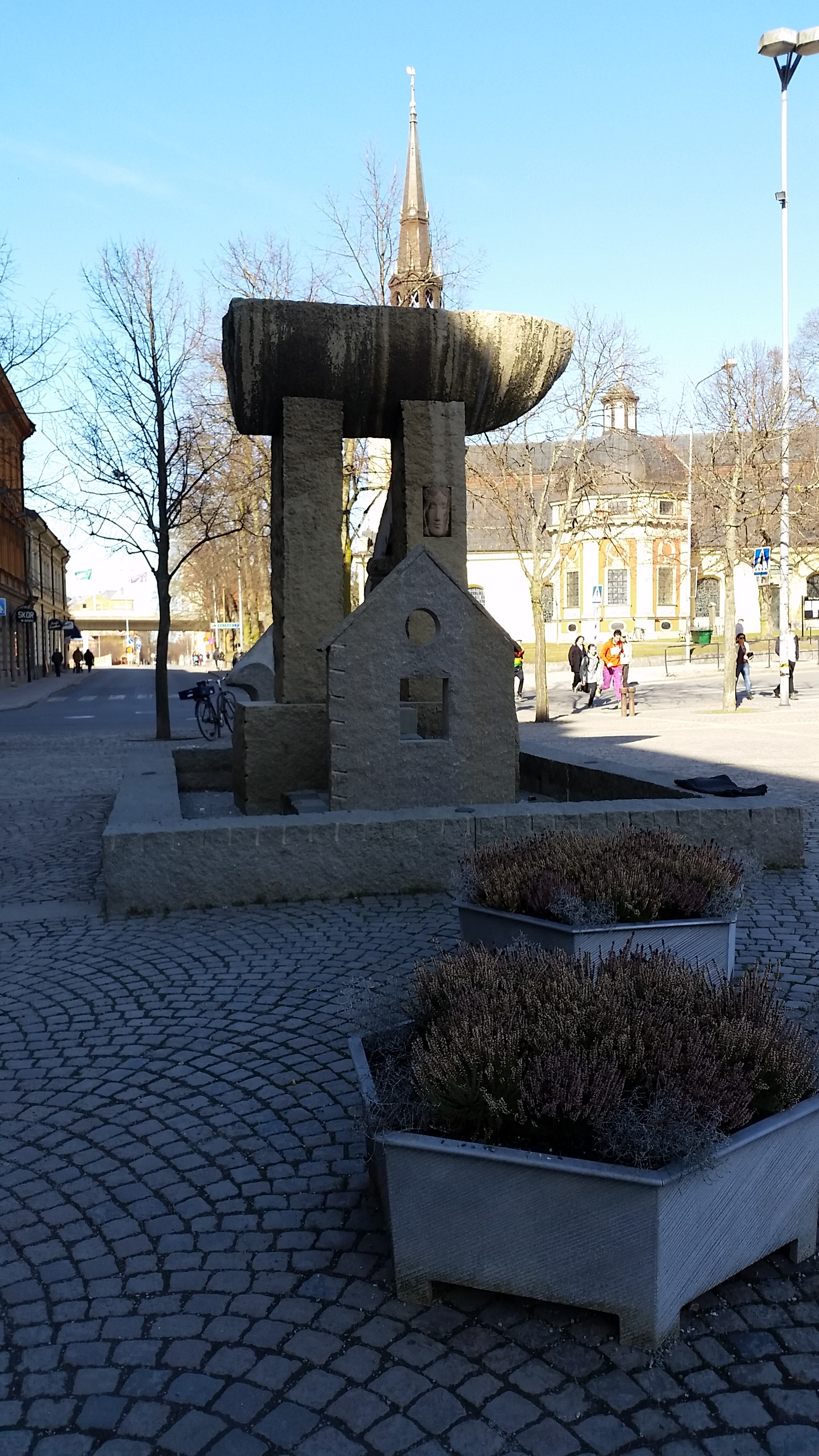
Paesaggio scultoreo con acqua (1993) - Lars Widenfalk, Södertälje
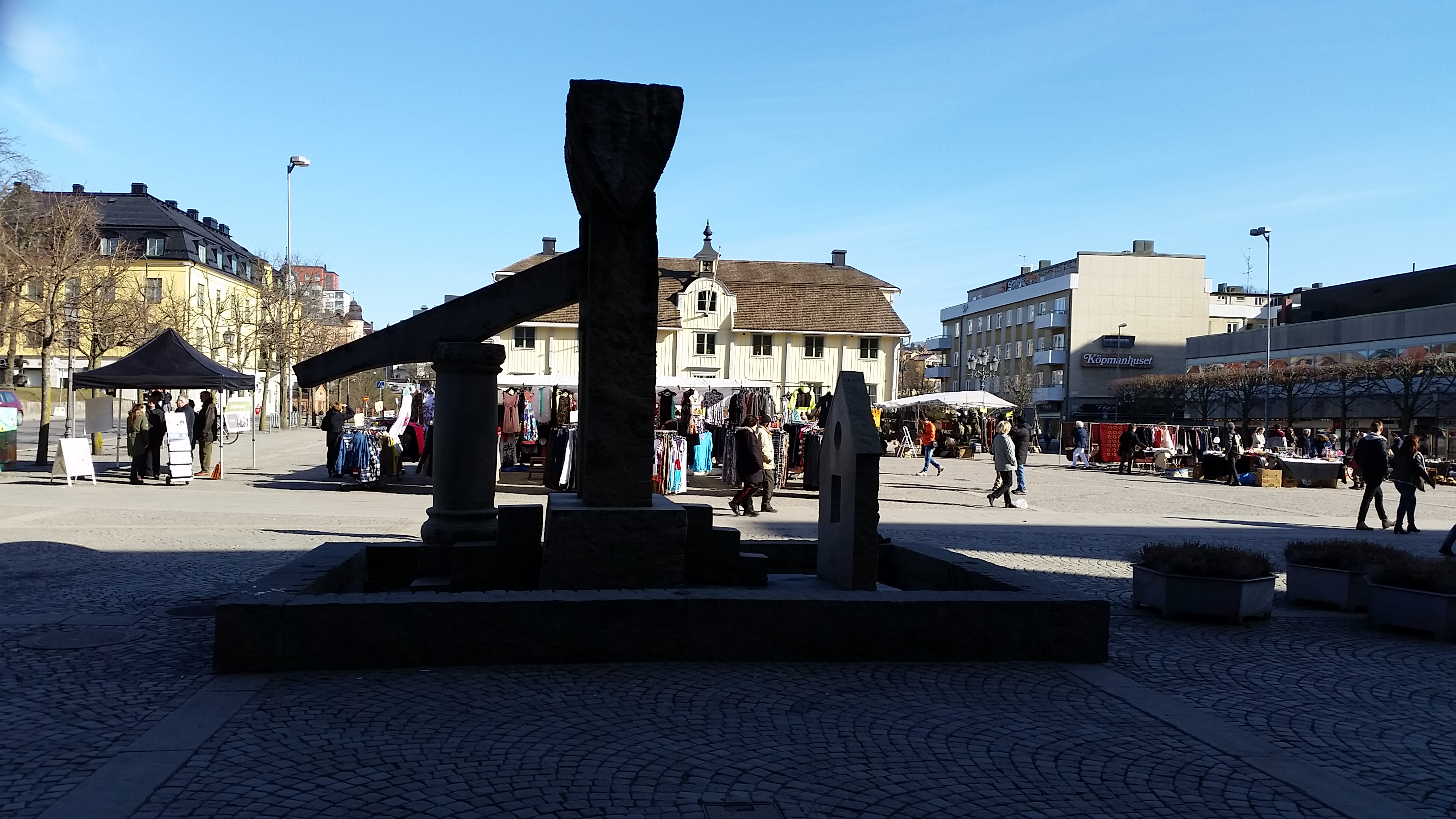
Paesaggio scultoreo con acqua (1993) - Lars Widenfalk, Södertälje
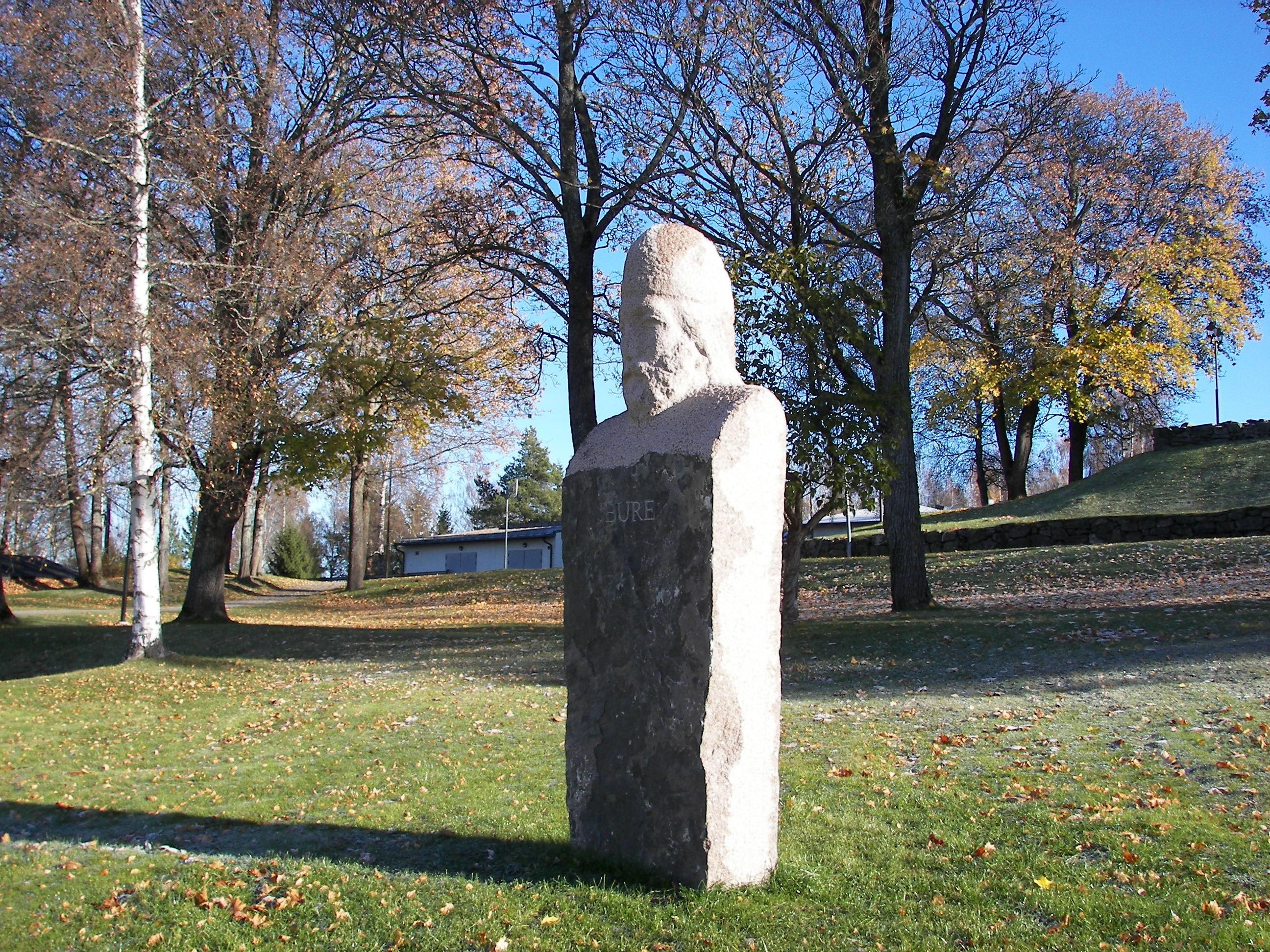
La scultura Fale Bure di Lars Widenfalk presso la chiesa di Skön.
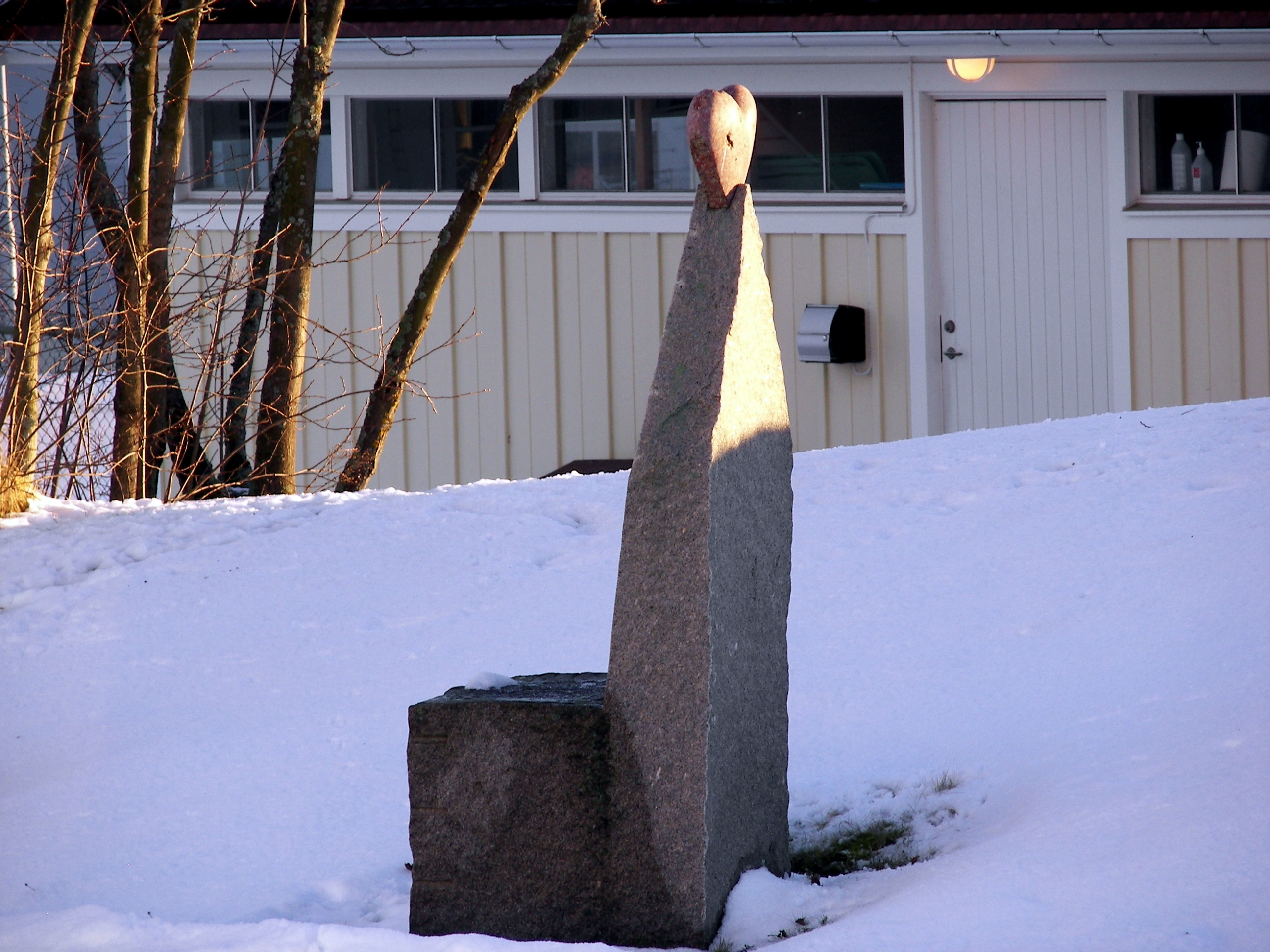
Scultura 3 di Lars Widenfalk Hellbergsgården Sundsvall
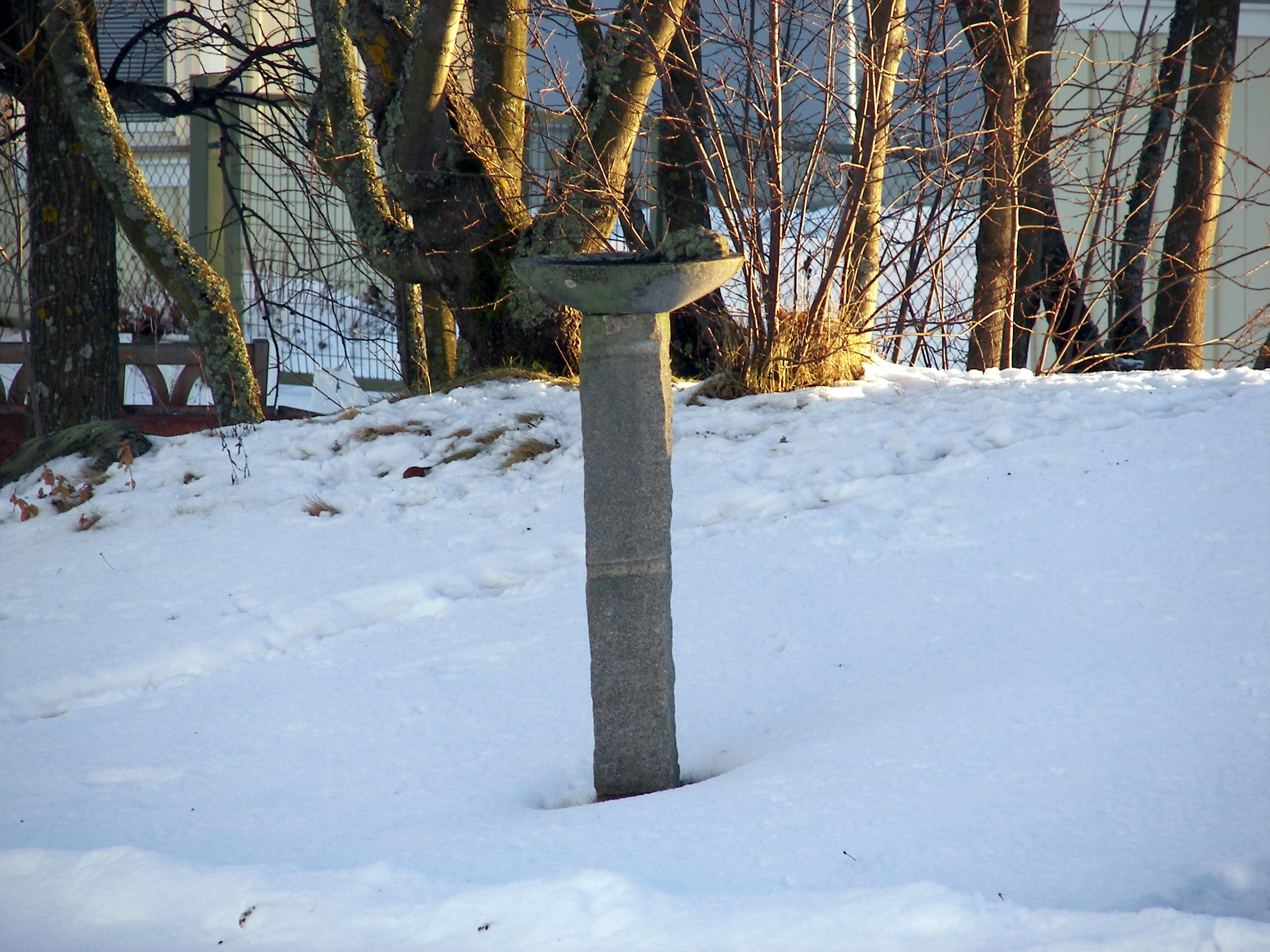
Scultura 2 di Lars Widenfalk Hellbergsgården Sundsvall
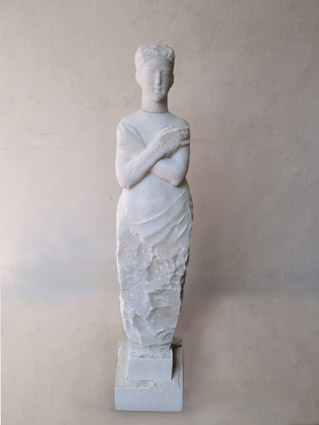
Croce sul cuore (marmo)
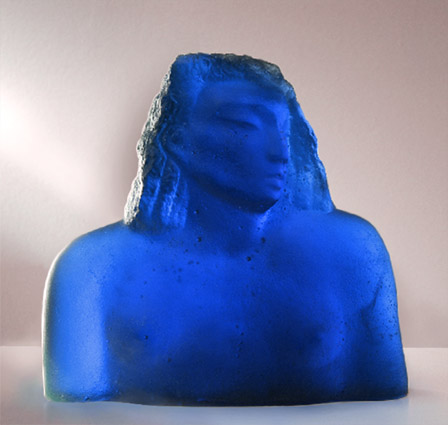
Blue Lady (vetro blu)